# Nikos Xydakis (Komponist)
Nikos Xydakis (griechisch Νίκος Ξυδάκης, * 17. März 1952 in Kairo, Ägypten) ist ein griechischer Komponist.

## Leben
Nikos Xydakis wuchs in der griechischen Gemeinde Kairos auf. Seine Vorfahren stammten aus Samos und Kasos. Wie die meisten Griechen Ägyptens kam er 1963 nach Griechenland. Er führte nicht mehr beachtete Instrumente wieder in die griechische Musik ein. Mit seinen Kompositionen ging er neue melodische Wege und verband griechische Einflüsse, Rembetiko und die städtische Musik des Nahen Ostens. Die mediterrane Atmosphäre reichert er an mit Elementen aus Religion, Geschichte, Legenden und Sagen.
Er hat mit vielen bekannten Künstlern, darunter Manolis Rasoulis, Thodoris Gkonis Eleftheria Arvanitaki, Melina Kana, Dora Masklavanou und Nikos Papazoglou, zusammengearbeitet.
Konzertreisen führten ihn nach Bulgarien, Deutschland, Ägypten und Australien.

## Diskografie
- 1978: The Revenge of the Gypsies (Εκδίκηση της γυφτιάς) mit Nikos Papazoglou, Dimitris Kontoyiannis und Sofia Diamanti (Texte Manolis Rassoulis)
- 1979: So-called (Τα δήθεν) mit Nikos Papazoglou, Dimitris Kontoyiannis und Sofia Diamanti (Texte Manolis Rassoulis)
- 1983: First night in Athens (Πρώτο βράδυ στην Αθήνα), (Texte Michalis Ghanas, Manolis Rassoulis und Nikos Xydakis)
- 1985: Mania (Μανία), Filmmusik für den Film von Giorgos Panousopoulos. Zwei Stücke singt Nikos Xydakis zusammen mit Eleftheria Arvanitaki
- 1987: Near Fame for a Moment (Κοντά στη δόξα μια στιγμή), (Texte Manolis Rassoulis, Tassos Samartzis, Emmanouil Zahos und Thodoris Ghonis)
- 1989: Cairo - Nafplio - Chartoum (Κάιρο-Ναύπλιο-Χαρτούμ), (Texte Thodoris Ghonis)
- 1990: To Mr. Georgio de Rossi (Προς Τον Κύριον Γεώργιο Δε Ρωσση), (Texte Dionissios Solomos)
- 1991: Tenedos (Τενεδος), Dora Masclavanou und Eleftheria Arvanitaki mit Nikos Xydakis. (Texte Thodoris Ghonis)
- 1994: Honey of the Cliffs (Μέλι των Γκρεμών), Nikos Xydakis zusammen mit Eleftheria Arvanitaki, Melina Kana und Dora Masclavanou.
- 1996: Calendar (Ι ημερολόγιο)
- 1997: Cape Tenaron (Ακρωτήριο Ταίναρον) mit Elefteria Arvanitaki und Dora Masclavanou (Texte Thodoris Ghonis)
- 1999: The Sin of my Mother (Το αμάρτημα της μητρός μου), (Texte Georgios Viziinos, Thodoris Ghonis)
- 1999: Nikos Xydakis – Sokratis Malamas (Texte Michalis Ghanas, Thodoris Ghonis)
- 2000: Theatrical 6 CD Box mit Kompositionen für Theater
- 2003: Nikos Xydakis – Glass Music Theatre mit Nikos Portokaloglou, Pantelis Thalassinos, Eleftheria Arvanitaki, Melina Kana und anderen
- 2004: Three Unities zusammen Vasilis Rakopoulos
- 2005: Second Calender (Δεύτερο ημερολόγιο)
- 2006: Hurry up, Time is over (Γρήγορα Η Ώρα Πέρασε) Eleftheria Arvanitaki (Texte Sappho, Odysseas Elytis, Dionysus Kapsalis und Kostas Kariotakis)